# Bagheli jezik
Bagheli jezik (bagelkhandi, bhugelkhud, gangai, godwani kawathi, kenat, kevat boli, kevati, kewani, kewat, kewati, kewot, kumhari, mandal, mannadi, riwai; ISO 639-3: bfy), indoarijski jezik kojim govori 7 760 000 ljudi u Indiji (2004), na sjeveroistoku Madhya Pradesha, Uttar Pradeshu i Chhattisgarhu, te nešto na području Nepala.
Etnička grupa zove se Bagheli ili Gangai. Ima više dijalekata: ojhi (ojaboli, ojha, ojhe, oza, ozha), powari, banapari, gahore, tirhari, godwani (mandlaha; varijanta kojim govore Gondi) i sonpari. Piše se devanagarijem

## Vanjske poveznice
- Ethnologue (14th)
- Ethnologue (15th)